# Centropyge vrolikii
Centropyge vrolikii (Bleeker, 1853) è un pesce osseo marino appartenente alla famiglia Pomacanthidae.

## Distribuzione e habitat
Questa specie vive nell'oceano Pacifico occidentale tropicale a nord dal Giappone meridionale giungendo all'Indonesia e al nord dell'Australia fino all'isola di Lord Howe a sud. Verso est il suo areale raggiunge le isole Marshall e Vanuatu. Nell'oceano Indiano si trova solo all'isola di Natale.
Vive nelle barriere coralline sia nelle lagune che nelle parti esterne, sempre però in acque poco profonde.
Viene riportata una distribuzione batimetrica tra 1 e 25 metri di profondità, di solito sopra i 20 metri.

## Descrizione
Questa specie, come gli altri membri del genere Centropyge, ha pinne dorsale e anale ampie e parzialmente coperte di scaglie, corpo alto e abbastanza compresso, bocca piccola e una robusta spina sul preopercolo. La livrea è grigia chiara con riflessi perlacei che diventa nera nel quarto posteriore del corpo e delle pinne dorsale e anale. La pinna caudale è nera. Un bordo arancio o più raramente nero è presente sull'opercolo branchiale. In alcune popolazioni sono presenti delle bande verticali poco visibili sui fianchi.
La taglia massima nota è di 12 cm.

## Biologia

### Comportamento
Gli adulti formano harem composti da un maschio e diverse femmine.

### Alimentazione
La dieta è basata sulle alghe bentoniche, secondariamente si nutre anche di invertebrati bentonici come polipi corallini e ascidie.

### Riproduzione
Si ibrida frequentemente con varie altre specie del genere Centropyge.

## Acquariofilia
Si tratta di una specie comunemente presente sul mercato dei pesci d'acquario. È una specie facile da allevare che accetta facilmente il cibo.

## Conservazione
Si tratta di una specie comune nell'areale e le popolazioni sono stabili. Il prelievo di esemplari per il mercato acquariofilo è intenso ma non sembra costituire una causa di rarefazione delle popolazioni naturali. Non si registrano impatti di altro tipo. Per questi motivi la lista rossa IUCN la classifica come "a rischio minimo".